# Flor do Cafezal
Flor do Cafezal é uma canção de Luiz Carlos Paraná, célebre nas gravações de diversos artistas, como Biá e Dino Franco, Cascatinha e Inhana, Inezita Barroso e Rolando Boldrin. Luiz Carlos foi o compositor ainda "Queria", sucesso na voz de Carlos José em 1964, e "Maria, Carnaval e Cinzas". Lançada no ano de 1967, "Flor do Cafezal" apareceu no LP de selo RCA Camden "Vinte e Cinco Anos de Amor", da dupla Cascatinha e Inhana.

## Cifra
```
Tom: D
[
2
]

Intro: A7   D
```

```
               A7                        D
Meu cafezal em flor, quanta flor meu cafezal
               A7                        D
Meu cafezal em flor, quanta flor meu cafezal
     A          D            A          D
Ai menina, meu amor, minha flor do cafezal
     A          D            A          D
Ai menina, meu amor, branca flor do cafezal
       A           G             D
Era florada, lindo véu de branca renda
                     A7                           D
Se estendeu sobre a fazenda, igual a um manto nupcial
          A           G              D
E de mãos dadas fomos juntos pela estrada
                  A7                     D
Toda branca e pefumada, fina flor do cafezal
               A7                        D
Meu cafezal em flor, quanta flor meu cafezal
               A7                        D
Meu cafezal em flor, quanta flor meu cafezal
     A          D            A          D
Ai menina, meu amor, branca flor do cafezal
     A          D            A          D
Ai menina, meu amor, branca flor do cafezal
           A           G            D
Passa-se a noite vem o sol ardente bruto
                       A7                      D
Morre a flor e nasce o fruto no lugar de cada flor
           A              G             D
Passa-se o tempo em que a vida é todo encanto
                       A7                          D
Morre o amor e nasce o pranto, fruto amargo de uma dor
               A7                        D
Meu cafezal em flor, quanta flor meu cafezal
               A7                        D
Meu cafezal em flor, quanta flor meu cafezal
```

Introdução